# مینا تاناکا
مینا تاناکا (انگلیسی: Mina Tanaka؛ زادهٔ ۲۸ آوریل ۱۹۹۴) بازیکن فوتبال است که در تیم ملی فوتبال زنان ژاپن بازی کرده‌است.